# Elisa Balsamo
Elisa Balsamo   (Cuneo, 27 de febrer de 1998) és una ciclista italiana, que combina tant la carretera com el ciclisme en pista. Actualment milita a l'equip Trek-Segafredo.
La seva millor fita com a ciclista és un campionat del món de ruta.

## Palmarès en pista
- 2015
  -  Campiona del món júnior en Scratch
  -  Campiona d'Europa júnior en Persecució per equips (amb Rachele Barbieri, Sofia Bertizzolo i Marta Cavalli)
  -  Campiona d'Itàlia en persecució per equips júnior
- 2016
  -  Campiona d'Europa en Persecució per equips (amb Tatiana Guderzo, Simona Frapporti, Silvia Valsecchi i Francesca Pattaro)
  -  Campiona del món júnior en Òmnium
  -  Campiona del món júnior en Persecució per equips (amb Chiara Consonni, Letizia Paternoster i Martina Stefani)
  -  Campiona d'Europa júnior en Òmnium
  -  Campiona d'Europa júnior en Persecució per equips (amb Chiara Consonni, Letizia Paternoster i Martina Stefani)
  -  Campiona d'Itàlia en scratch júnior
- 2017
  -  Campiona d'Europa en Persecució per equips (amb Tatiana Guderzo, Letizia Paternoster i Silvia Valsecchi)
  -  Campiona d'Europa sub-23 en Òmnium
  -  Campiona d'Europa sub-23 en Persecució per equips (amb Martina Alzini, Marta Cavalli i Francesca Pattaro)
- 2018
  -  Campiona d'Europa sub-23 en Persecució per equips (amb Martina Alzini, Marta Cavalli i Letizia Paternoster)
  -  Campiona d'Itàlia en americana
- 2019
  - Medalla d'Or als Jocs Europeus en persecució per equips
  -  Campiona d'Europa sub-23 en Persecució per equips
  -  Campiona d'Europa sub-23 en americana
- 2020
  -  Campiona d'Europa en Òmnium
  -  Campiona d'Europa en americana
- 2021
  -  Campiona d'Itàlia en òmnium
- 2022
  -  Campiona del món en Persecució per equips
- 2024
  -  Campiona d'Europa en Persecució per equips

### Resultats a laCopa del Món
- 2017-2018
  - 1a a Pruszków, en Persecució per equips

## Palmarès en ruta
- 2016
  -  Campiona del món júnior en ruta
  -  Campiona d'Itàlia en ruta júnior
- 2018
  - 1a al Gran Premi Bruno Beghelli
  - 1a a l'Omloop van Borsele
- 2019
  - 1a al Gran Premi Stad Roeselare
  - 1a al Trofeu Maarten Wynants
- 2020
  -  Campiona d'Europa en ruta sub-23
  - Vencedora d'una etapa a La Madrid Challenge by La Vuelta
- 2021
  -  Campiona del Món en ruta
  - Vencedora d'una etapa a The Women's Tour
  - 1a al GP Oetingen
- 2022
  -  Campiona d'Itàlia en ruta
  - Vencedora d'una etapa a la Setmana Ciclista Valenciana
  - 1a al Trofeu Alfredo Binda-Comune di Cittiglio
  - 1a a la Classic Bruges-De Panne
  - 1a a la Gant-Wevelgem
  - Vencedora de 2 etapes al Giro d'Itàlia
  - Vencedora d'una etapa a la Volta a Espanya
  - Vencedora d'una etapa a la Volta a Suïssa
- 2023
  - Vencedora de dues etapes a la Setmana Ciclista Valenciana
  - Vencedora d'una etapa a la Simac Ladies Tour
- 2024
  - Vencedora de dues etapes a la Setmana Ciclista Valenciana
  - 1a al Trofeu Alfredo Binda-Comune di Cittiglio
  - 1a a la Classic Bruges-De Panne
  - Vencedora d'una etapa al Tour de Romandia
- 2025
  - Vencedora de dues etapes a la Setmana Ciclista Valenciana
  - 1a al Trofeu Alfredo Binda-Comune di Cittiglio
  - 1a a la Scheldeprijs
  - Vencedora d'una etapa a la Volta a Suïssa

### Resultats a les Grans Voltes

#### Giro d'Itàlia
- 2022: 49a posició, vencedora de la 2a i 5 etapes.
- 2024: abandona a la 5a etapa

#### Tour de França
- 2022: 37a posició
- 2023: no surt a la 7a etapa
- 2024: 61a posició
- 2025: Abandona a la 5a etapa